# Longzhouacris rufipennis
Longzhouacris rufipennis är en insektsart som beskrevs av You, Q. och D. Bi 1983. Longzhouacris rufipennis ingår i släktet Longzhouacris och familjen gräshoppor. Inga underarter finns listade i Catalogue of Life.